# Schronisko w Wąwozie Sobczańskim górne 3
Schronisko w Wąwozie Sobczańskim górne 3 – jaskinia, a właściwie schronisko, w polskich Pieninach. Wejście do niej znajduje się w Masywie Trzech Koron, 70 metrów nad dnem Wąwozu Sopczańskiego, na wysokości 690 m n.p.m. Jaskinia jest pozioma, a jej długość wynosi 7 metrów. Znajduje się na obszarze Pienińskiego Parku Narodowego, poza szlakami turystycznymi.

## Opis jaskini
Jaskinią jest niski i krótki korytarzyk, do którego można dostać się przez poziomą szczelinę.

## Przyroda
W jaskini można spotkać nacieki grzybkowe. Ściany są wilgotne, nie ma na nich roślinności.

## Historia odkryć
Jaskinia była prawdopodobnie znana od dawna. Jej plan i opis sporządzili A. Amirowicz, J. Baryła, K. Dziubek i M. Gradziński w 1993 roku.